# Portinarijev oltar
 Portinarijev oltar ali Portinarijev triptih (približno 1475) je triptih in slika olje na lesu flamskega slikarja Huga van der Goesa, ki predstavlja Poklon pastirjev. Meri 253 x 304 cm in je zdaj v galeriji Uffizi v Firencah v Italiji.

## Zgodovina
Delo je za bolnišnico Santa Maria Nuova v Firencah naročil italijanski bankir Tommaso Portinari, potomec ustanovitelja bolnišnice. Portinari je več kot štirideset let živel v Bruggeu kot zastopnik banke družine Medici. Na levi tabli je sam Portinari upodobljen z dvema sinovoma Antoniom in Pigellom; njegova žena Maria di Francesco Baroncelli je prikazana na desni tabli s hčerko Margarito. Vse, razen Pigella, spremljajo njihovi zavetniki: sveti Tomaž (s sulico), sv. Anton (z zvoncem), Marija Magdalena (z lončkom mazila) in sv. Margareta (s knjigo in zmajem).

## Opis
Na osrednji tabli trije pastirji padejo na kolena pred otrokom Jezusom. Jožef je sezul čevelj (sklicevanje na Eksodus 3,5 EU). Jezus leži gol na tleh v vencu žarkov. V ospredju je gomila zrnja: simbolična aluzija na evharistijo (kruh življenja) in enega od pomenov mesta rojstva, Betlehema (Heb. בית לחם, Bet Lechem = 'hiša kruha'). Poleg tega se nad celotno sliko razprostirajo številni angeli, oblečeni s finimi brokatnimi tkaninami
Van der Goes je te kmečke like zelo realistično naslikal. Klečeči angeli obkrožajo Devico in Otroka, ki ni v jaslih, ampak leži na tleh, obdan z avreolo zlatih žarkov. Ta nenavadna predstavitev čaščenja Jezusa najbrž temelji na eni izmed vizij svete Brigite Švedske.
V ozadju je van der Goes naslikal prizore, povezane z glavno temo: na levi tabli sveti Jožef in Marija na poti v Betlehem; na osrednji tabli (na desni) pastirji, ki jih je obiskal angel; na desni tabli sveti Trije kralji na cesti proti Betlehemu.
Ko je delo leta 1483 prispelo v Firence, so ga postavili v družinsko kapelo Portinarijev, kjer so ga zelo občudovali italijanski umetniki, ki so ga videli, mnogi pa so ga poskušali posnemati. Dober primer je Poklon pastirjev() (1485), ki ga je Domenico Ghirlandaio naslikal v kapeli Sassetti v cerkvi Santa Trinita v Firencah. Vendar pa je naturalistična upodobitev pastirjev že prisotna v sliki Poklon pastirjev() Andrea Mantegna (Metropolitan Museum, New York), ki izvira okoli leta 1450.
Na zadnji strani kril je v grizaju prizor Oznanjenje.